# 须棘球虫
须棘球虫（学名：Acanthosphaera barbati）为星球虫科棘球虫属的动物。在中国，分布于东海等海域。